# Eli Wallach

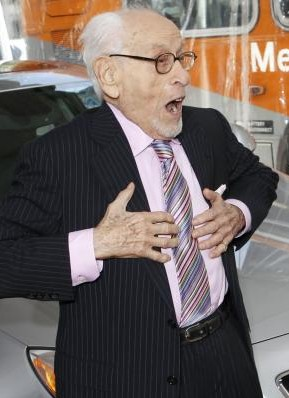
Eli Wallach în 2010

Eli Wallach (n. 7 decembrie 1915 - d. 24 iunie 2014) a fost un actor evreu-american de film și televiziune.

## Filmografie selectivă
- 1956 Baby Doll, regia Elia Kazan
- 1960 Cei șapte magnifici (The Magnificent Seven), regia John Sturges
- 1960 Inadaptații (The Misfits), regia John Huston
- 1962 Aventurile unui tânăr (Hemingway's Adventures of a Young Man), regia Martin Ritt
- 1962 Cum a fost cucerit vestul (How the West Was Won), regia John Ford, Henry Hathaway, George Marshall
- 1965 Ginghis Han (film din 1965)|]] (Genghis Khan), regia Henry Levin
- 1965 Lord Jim, regia Richard Brooks
- 1966 Cum să furi un milion (How to Steal a Million), regia William Wyler
- 1966 Cel bun, cel rău, cel urât (Il buono, il brutto, il cattivo), regia Sergio Leone
- 1969 Aurul lui Mackenna (Mackenna's Gold), regia J. Lee Thompson
- 1969 Creierul (Le cerveau), regia Gérard Oury
- 1975 Cel alb, cel galben, cel negru (Il bianco, il giallo, il nero), regia Sergio Corbucci
- 1977 Principiul dominoului (The Domino Principle), regia Stanley Kramer
- 1977 Adâncurile (The Deep), regia Peter Yates
- 1977 Santinela damnaților (The Sentinel), regia Michael Winner
- 1981 Salamandra (The Salamander), regia Peter Zinner
- 1990 Nașul: Partea a III-a (The Godfather Part III), regia Francis Ford Coppola